# Vòng loại Giải vô địch bóng đá thế giới 1966 – Khu vực Bắc, Trung Mỹ và Caribe
Vòng loại khu vực Bắc, Trung Mỹ và Caribe cho Giải vô địch bóng đá thế giới 1966 đóng vai trò là vòng sơ loại cho giải đấu diễn ra tại Anh, dành cho các đội tuyển quốc gia là thành viên của Liên đoàn bóng đá Bắc, Trung Mỹ và Caribe (CONCACAF). Có 9 đội tuyển tham gia vòng loại này để tranh một suất trực tiếp đến vòng chung kết. FIFA đã từ chối tư cách tham dự của Guatemala.

## Thể thức
Gồm có 2 vòng như sau:
- Vòng 1: 9 đội tuyển được chia thành 3 bảng, mỗi bảng gồm 3 đội. Các đội thi đấu vòng tròn lượt đi và lượt về.Đội đứng đầu mỗi bảng giành quyền vào Vòng loại cuối.

- Vòng cuối: 3 đội thắng vòng 1 thi đấu vòng tròn lượt đi và lượt về. Đội đứng đầu giành suất tham dự vòng chung kết World Cup 1966.

## Vòng 1

### Bảng 1
| VT | Đội      | Đ | ST | T | H | B | BT | BB | HS |
| -- | -------- | - | -- | - | - | - | -- | -- | -- |
| 1  | México   | 7 | 4  | 3 | 1 | 0 | 8  | 2  | +6 |
| 2  | Hoa Kỳ   | 4 | 4  | 1 | 2 | 1 | 4  | 5  | −1 |
| 3  | Honduras | 1 | 4  | 0 | 1 | 3 | 1  | 6  | −5 |

| Honduras | 0–1 | México   |
| -------- | --- | -------- |
|          |     | Díaz 62' |

| México                               | 3–0 | Honduras |
| ------------------------------------ | --- | -------- |
| González 6' · Aussín 14' · Reyes 82' |     |          |

| Hoa Kỳ                       | 2–2 | México                   |
| ---------------------------- | --- | ------------------------ |
| Schmotolocha 49' · Bicek 59' |     | González 34' · Reyes 65' |

| México                | 2–0 | Hoa Kỳ |
| --------------------- | --- | ------ |
| Díaz 9' · Navarro 57' |     |        |

| Honduras | 0–1 | Hoa Kỳ     |
| -------- | --- | ---------- |
|          |     | Murphy 70' |

| Hoa Kỳ     | 1–1 | Honduras   |
| ---------- | --- | ---------- |
| Murphy 80' |     | Taylor 85' |

Mexico giành quyền vào Vòng cuối.

### Bảng 2
| VT | Đội                  | Đ | ST | T | H | B | BT | BB | HS |
| -- | -------------------- | - | -- | - | - | - | -- | -- | -- |
| 1  | Jamaica              | 5 | 4  | 2 | 1 | 1 | 5  | 2  | +3 |
| 2  | Antille thuộc Hà Lan | 4 | 4  | 1 | 2 | 1 | 2  | 3  | −1 |
| 3  | Cuba                 | 3 | 4  | 1 | 1 | 2 | 3  | 5  | −2 |

| Jamaica               | 2–0 | Cuba |
| --------------------- | --- | ---- |
| Black 11' · Blair 51' |     |      |

| Antille thuộc Hà Lan | 1–1 | Cuba       |
| -------------------- | --- | ---------- |
| Sille 50'            |     | Piedra 73' |

| Jamaica          | 2–0 | Antille thuộc Hà Lan |
| ---------------- | --- | -------------------- |
| Dunkley 11', 64' |     |                      |

| Cuba | 0–1 | Antille thuộc Hà Lan |
| ---- | --- | -------------------- |
|      |     | Sille 27'            |

| Antille thuộc Hà Lan | 0–0 | Jamaica |
| -------------------- | --- | ------- |
|                      |     |         |

| Cuba                          | 2–1 | Jamaica     |
| ----------------------------- | --- | ----------- |
| Santos 1' (pen) · Martínez 6' |     | Dunkley 14' |

Jamaica giành quyền vào Vòng cuối.

### Bảng 3
| VT | Đội                | Đ | ST | T | H | B | BT | BB | HS |
| -- | ------------------ | - | -- | - | - | - | -- | -- | -- |
| 1  | Costa Rica         | 8 | 4  | 4 | 0 | 0 | 9  | 1  | +8 |
| 2  | Suriname           | 2 | 4  | 1 | 0 | 3 | 8  | 9  | −1 |
| 3  | Trinidad và Tobago | 2 | 4  | 1 | 0 | 3 | 5  | 12 | −7 |

| Trinidad và Tobago                           | 4–1 | Suriname   |
| -------------------------------------------- | --- | ---------- |
| Gellineau 2' · Corneal 28' · Aleong 38', 46' |     | Haltman 4' |

| Costa Rica    | 1–0 | Suriname |
| ------------- | --- | -------- |
| Rodríguez 55' |     |          |

| Costa Rica                                           | 4–0 | Trinidad và Tobago |
| ---------------------------------------------------- | --- | ------------------ |
| Hernández 28' (ph.đ.), 50' · Daniels 80' · Marín 84' |     |                    |

| Suriname    | 1–3 | Costa Rica                |
| ----------- | --- | ------------------------- |
| Krenten 71' |     | Marín 10', 70' · Soto 27' |

| Trinidad và Tobago | 0–1 | Costa Rica    |
| ------------------ | --- | ------------- |
|                    |     | Hernández 29' |

| Suriname                                                       | 6–1 | Trinidad và Tobago |
| -------------------------------------------------------------- | --- | ------------------ |
| Haltman 9', 19' · Waterval ?', ?' · Kluivert 31' · Krenten 44' |     | Sookram            |

Costa Rica giành quyền vào Vòng cuối.

## Vòng cuối
| Rank | Team       | Pts | Pld | W | D | L | GF | GA | GD  |
| ---- | ---------- | --- | --- | - | - | - | -- | -- | --- |
| 1    | México     | 7   | 4   | 3 | 1 | 0 | 12 | 2  | +10 |
| 2    | Costa Rica | 4   | 4   | 1 | 2 | 1 | 8  | 2  | +6  |
| 3    | Jamaica    | 1   | 4   | 0 | 1 | 3 | 3  | 19 | −16 |

| Costa Rica | 0–0 | México |
| ---------- | --- | ------ |
|            |     |        |

| Jamaica                        | 2–3 | México                                    |
| ------------------------------ | --- | ----------------------------------------- |
| Asher Welch 11' · Bartlett 36' |     | Padilla 13' · Cisneros 71' · Jáuregui 81' |

| México                                                                  | 8–0 | Jamaica |
| ----------------------------------------------------------------------- | --- | ------- |
| Cisneros 17', 89' · Fragoso 20', 70' · Díaz 32', 41', 90' · Padilla 67' |     |         |

| Costa Rica                                                            | 7–0 | Jamaica |
| --------------------------------------------------------------------- | --- | ------- |
| Jiménez 40' · Daniels 54', 85' · Quirós 63', 77', 88' · Hernández 73' |     |         |

| México       | 1–0 | Costa Rica |
| ------------ | --- | ---------- |
| Cisneros 16' |     |            |

| Jamaica       | 1–1 | Costa Rica |
| ------------- | --- | ---------- |
| Art Welch 70' |     | Daniels 6' |

Mexico vượt qua vòng loại.

## Đội tuyển vượt qua vòng loại
| Đội tuyển | Tư cách vượt qua vòng loại | Ngày vượt qua vòng loại | Số lần tham dự FIFA World Cup trước đây |
| --------- | -------------------------- | ----------------------- | --------------------------------------- |
| México    | Chiến thắng vòng cuối      | 22 tháng 5 năm 1965     | 5 (1930, 1950, 1954, 1958, 1962)        |

## Cầu thủ ghi bàn
5 bàn thắng
- Isidoro Díaz

4 bàn thắng
- Errol Daniels
- Leonel Hernández
- Ernesto Cisneros

3 bàn thắng
- Edgar Marín
- William Quirós
- Lascelles Dunkley
- Siegfried Haltman

2 bàn thắng
- José Luis González Dávila
- Javier Fragoso
- Aarón Padilla Gutiérrez
- Salvador Reyes Monteón
- Virgilio Sille
- Stanley Humbert Krenten
- Edmund Waterval
- Andy Aleong
- Ed Murphy

1 bàn thắng
- Fernando Jiménez
- Tarcisio Rodríguez Viquez
- Juan González Soto
- Nicolás Martínez
- Ángel Piedra
- Antonio dos Santos
- José Ricardo Taylor
- Syd Bartlett
- Oscar Black
- Patrick Blair
- Art Welch
- Asher Welch
- José Luis Aussin
- Ignacio Jáuregui
- Ramiro Navarro
- Kenneth Kluivert
- Alvin Corneal
- Jeff Gellineau
- Bobby Sookram
- Helmut Bicek
- Walt Schmotolocha